# Federico Girotti
Federico Girotti Bonazza (Acassuso, 2 giugno 1999) è un calciatore argentino, attaccante del Talleres (C).

## Caratteristiche tecniche
È un centravanti.

## Carriera
Cresciuto nel settore giovanile del River Plate, esordisce in prima squadra il 27 gennaio 2019 disputando l'incontro di Primera División perso 3-1 contro il Patronato; il 5 marzo 2020 debutta in Coppa Libertadores contro l'LDU Quito, match terminato 3-0 per il club ecuadoriano. Segna la sua prima rete in carriera il 15 novembre seguente decidendo l'incontro di Copa Diego Armando Maradona vinto 1-0 contro il Godoy Cruz.

## Statistiche
Statistiche aggiornate al 19 marzo 2025.

### Presenze e reti nei club
| Stagione            | Squadra             | Campionato          | Campionato | Campionato | Coppe nazionali | Coppe nazionali | Coppe nazionali | Coppe continentali | Coppe continentali | Coppe continentali | Altre coppe | Altre coppe | Altre coppe | Totale | Totale | Totale |
| Stagione            | Squadra             | Comp                | Pres       | Reti       | Comp            | Pres            | Reti            | Comp               | Pres               | Reti               | Comp        | Pres        | Reti        | Pres   | Reti   |        |
| ------------------- | ------------------- | ------------------- | ---------- | ---------- | --------------- | --------------- | --------------- | ------------------ | ------------------ | ------------------ | ----------- | ----------- | ----------- | ------ | ------ | ------ |
| 2018-2019           | River Plate         | PD                  | 1          | 0          | CA              | 0               | 0               | -                  | -                  | -                  | -           | -           | -           | 1      | 0      |        |
| 2019-2020           | River Plate         | PD                  | 0          | 0          | CA+CdS+CdL      | 2+0+6           | 3+0+2           | CL                 | 4                  | 0                  | SA          | 1           | 0           | 13     | 5      |        |
| 2021                | River Plate         | PD                  | 14         | 0          | CA+CdL          | 0+12            | 0+2             | CL                 | 9                  | 1                  | TC          | 0           | 0           | 35     | 3      |        |
| Totale River Plate  | Totale River Plate  | Totale River Plate  | 15         | 0          |                 | 20              | 7               |                    | 13                 | 1                  |             | 1           | 0           | 49     | 8      |        |
| 2022                | Talleres (C)        | PD                  | 11         | 1          | CA+CdL          | 2+13            | 2+3             | CL                 | 10                 | 1                  | -           | -           | -           | 36     | 7      |        |
| gen.-lug. 2023      | Talleres (C)        | PD                  | 1          | 0          | CA+CdL          | 0+0             | 0               | -                  | -                  | -                  | -           | -           | -           | 1      | 0      |        |
| ago.-dic. 2023      | San Lorenzo         | PD                  | 0          | 0          | CA+CdL          | 3+13            | 2+1             | -                  | -                  | -                  | CS          | -           | -           | 16     | 3      |        |
| 2024                | Talleres (C)        | PD                  | 24         | 3          | CA+CdL          | 3+14            | 2+5             | CL                 | 8                  | 3                  | -           | -           | -           | 49     | 13     |        |
| 2025                | Talleres (C)        | PD                  | 9          | 0          | CA              | 1               | 0               | CL                 | 0                  | 0                  | SI          | 1           | 0           | 11     | 0      |        |
| Totale Talleres (C) | Totale Talleres (C) | Totale Talleres (C) | 45         | 4          |                 | 33              | 12              |                    | 18                 | 4                  |             | 1           | 0           | 97     | 20     |        |
| Totale carriera     | Totale carriera     | Totale carriera     | 60         | 4          |                 | 69              | 22              |                    | 31                 | 5                  |             | 2           | 0           | 162    | 31     |        |

## Palmarès

### Competizioni nazionali
- Copa Argentina: 1

River Plate: 2018-2019
- Supercopa Argentina: 1

River Plate: 2019
- Campionato argentino: 1

River Plate: 2021
- Trofeo de Campeones de la Liga Profesional: 1

River Plate: 2021
- Supercopa Internacional: 1

Talleres: 2023

#### Competizioni internazionali
- Recopa Sudamericana: 1

River Plate: 2019